# کلوتو (زیست‌شناسی)
کلوتو (انگلیسی: Klotho) آنزیمی است که آن را ژن کی.ال در انسان‌ها رمزگذاری میکند. این ژن نوعی پروتئین غشایی را رمز گذاری می‌کند که با بتا گلوکوروندیاز ارتباط دارد. کاهش تولید این پروتئین در بیماران مبتلا به نارسایی مزمن کلیه (CRF)مشاهده شده‌است، که ممکن است یکی از عوامل نهفته در فرایندهای دژنراتیو (به عنوان مثال، آرتریوسکلروز، پوکی استخوان و آترروفی پوست) در نارسایی مزمن کلیه باشد. همچنین، جهش‌های درون این پروتئین با سالمندی، کاهش استخوان و مصرف الکل مرتبط بوده‌اند. موش‌های تراژنتیکی که کلوتو درآنها بیشتر بیان می شود طول عمری بیشتری از موش‌های وحشی زندگی دارند.
نام این ژن از کلوتو یکی از ایزدبانو های اساطیر یونانی برگرفته شده است.